# Ленковецкое городище
Ленковецкое городище — остатки древнерусского города на юге Галицкого княжества. Основателем был предположительно князь Ярослав Осмомысл в 1150-х годах. Город был предшественником современных Черновцов, однако располагался, в отличие от них, на левом берегу Прута.

## Название
Исследователь Ленковецкого городища Б. А. Тимощук выдвигал гипотезу, что данный город назывался Черн. Такой город упоминается в летописном «Списке русских городов дальних и ближних» конца XIV века как один из «валашских» городов. Название могло быть связано с тем, что стены были сделаны из тёмного сруба, перемащенного местным чернозёмом. Возникшие после разрушения города в начале XV века на противоположенном берегу Черновцы могли быть по своему названию
катойконимом Черна, то есть названием его жителей. Есть, однако, и другие гипотезы по локализации летописного Черна, в частности, Алчедарское городище в Молдавии.

## Местоположение
Крепость была основана в Прутско-Днестровском междуречье, на границе северо-восточных склонов Карпат и западной части Хотинской возвышенности. Городище расположено в северо-западной части современных Черновцов, в пределах микрорайона Ленковцы, неподалёку от шоссе и железной дороги в направлении Львова.

## История
В первой половине XII века в низовья Дуная начали стекаться беглецы из разных русских земель (от князей и бояр) или просто искатели приключений. Довольно часто эти люди, объединяясь в группы, совершали разбои и нападали на русские города. Очагом скопления стала река Бырлад и поселение Бырлад, находившееся рядом с ней. От этого произошло название людей берладники, а местность к югу от Галицкого княжества — Берладская земля . Кроме того, именно там поселился звенигородский князь Иван Ростиславович после неудачной попытки захватить Галич в 1144 году. Уже в 1146 году он упоминается как Берладник.
В 1153 году галицким князем стал Ярослав Осмомысл. Понимая всю опасность, исходящую от Берладской земли и Ивана Берладника, Осмомысл решил укрепить подступы к Галичу. С этой целью на южной границе Галицкого княжества была заложена крепость. Она стала частью оборонительной линии, шедшей вдоль верхнего Прута. Крепость разместили на левом, «внутреннем» по отношению к Галицкой Руси берегу этой реки. Вдоль долины Прута в XII веке проходил важный торговый путь, связывавший города Руси с городами Северного Причерноморья и Нижнего Подунавья, и отсюда ответвлялся путь в сторону Днестра, в летописный Василев. Новый город расположили на перекрёстке торговых путей для того, чтобы взять их под охрану и контроль. Предназначалась Ленковецкая крепость для жизни определенного, заранее известного количества людей, главным образом дружинников, которые несли охрану земель Галицкого княжества в Верхнем Попрутье. Её построили по заранее разработанному плану как единую жилищно-фортификационную систему, что было характерно и для других княжеских крепостей.
После того, как в 1159 году было разбито 6-тысячное войско берладников во главе с Иваном Берладником, начался период покорения Галицким княжеством мятежного края.
Город продолжал активно развиваться как крепость и опорный пункт Берладского торгового пути от столицы княжества Галича до Галаца. Важную роль в его обороне играли сторожевые крепости, расположенные на высоких холмах противоположного (правого) берега Прута. Их остатками являются городища в селах Молодия (урочище Окопы), Спасская (урочище Паланка), на горе Цецин и в других местах. Будучи защищённым с севера непроходимыми болотами урочища Багна, город состоял из трёх основных частей: укрепленного детинца (где сосредотачивалась военно-феодальная знать), городских посадов (где жили ремесленники и мелкие торговцы) и слободы (где работали земледельцы). Городские стены были построены без единого гвоздя. Оборонительные укрепления состояли из нескольких рвов, заполненных водой, деревянного частокола и земляного вала шириной в пять метров. Во время вражеского приступа отвесные глиняные склоны поливались водой. Подняться по ним под градом камней было почти невозможно.
В центре детинца находился большой дом с подвалом, который, вероятно, принадлежал воеводе. На территории посадов проживали разнообразные ремесленники, составлявшие основную часть населения. Слободой, где жили в основном земледельцы, владела семья Ленца, от которой, собственно, и происходит современное название поселения — Ленковцы. Поселение упоминается позже в летописи 23 февраля 1488 под названием «Ленцевичное село». Вокруг города постепенно сформировалась Черновицкая волость.
Точная дата разрушения города не установлена. По мнению исследователей, это произошло в период борьбы Польского королевства и Молдавского княжества за Шипинскую землю в конце XIV — начале XV веков.
Центр волости временно перенесли в Чечунскую крепость, а сама она стала называться Чечунской.
Жители Ленковецкого городища основали на правом (более безопасном) берегу Прута новый город — Черновцы (до 1944 — Черновицы).

## Изучение
Исследования городища начались в XIX веке. Были произведены незначительные раскопки под руководством профессора Черновицкого университета Раймунда Кайндля. Сооружение вала он отнёс к XVII веку, ссылаясь на то, что в систему укреплений городища входили пятиконечные бастионы (остатки одного из них сохранились по сей день). Известно, что такие бастионы начали строить не раньше XVI века. Однако более поздние раскопки показали, что земляной вал городища в XVII веке только был достроен. Первый земляной вал был построен ещё в древнерусское время. Раскопки также показали, что вокруг городища существовали посады и слободы, составлявшие вместе с городом одно большое поселение.

## Городище
В древности вал вокруг городища имел форму правильного овала, вытянутого с юга на север, окружавшего со всех сторон площадку диаметром 80 м. Во время строительства дороги XIX века южная часть вала была снесена. В наше время Ленковецкое городище представляют собой массивный земляной вал подковообразной формы, покрытый травой. Объект получил соответствующий статус: «Городище. Памятник археологии. Охраняется государством».
Укреплённая линия шириной 25 м состояла из глиняного вала-платформы, оборонительных и жилищно-хозяйственных срубов и рва шириной 14 м, наполненного водой на глубину 3 м. За 200—300 м от укрепленной линии детинца проходила вторая линия обороны в виде дугообразного рва, заполненного водой, с внутренней стороны которого стоял деревянный частокол (от него сохранилась траншея шириной 0,4 м). Третью оборонительную линию составляли реки Совица (с севера) и Хабаливка (с юга), соединенные между собой дугообразными рвами, наполненными водой. Оборонительная система полностью закрывала доступную для сухопутного транспорта дорогу — «коридор», ограниченный с севера непроходимыми болотами, а с юга — реками, в том числе Прутом.